# Levinthalparadox
De Levinthalparadox is een gedachte-experiment op het gebied van het vouwen van eiwitten.
In 1969 merkte Cyrus Levinthal op dat een eiwitmolecuul in ongevouwen staat een enorm aantal mogelijke conformaties heeft. In een van zijn werken schatte hij dit aantal op {\displaystyle 10^{143}}. Een polypeptide van 100 aminozuren heeft bijvoorbeeld 99 peptidebindingen, en dus 198 verschillende phi- en psi-bindingshoeken. Als elk van deze bindingshoeken in een van de drie stabiele bindingsconformaties kan voorkomen, kan het eiwit in {\displaystyle 3^{198}} verkeerde formaties vouwen. Als een eiwit zijn correct gevouwen configuratie zou verkrijgen door alle formaties uit te proberen, zou het dus een tijd duren die langer is dan de leeftijd van het universum om de juiste conformatie te bereiken, zelfs als conformaties zeer snel (in pico- of nanoseconden) worden geprobeerd. De paradox is dat kleine eiwitten zelfs op een tijdschaal van milli- of microseconden goed kunnen vouwen. Deze paradox staat centraal bij  het voorspellen van eiwitstructuren.
Levinthal zelf was ervan op de hoogte dat eiwitten spontaan en op korte tijdschaal vouwen, en dat een willekeurige conformatie dus onmogelijk was: zijn werk besprak ook de oplossing voor de paradox. Christian Anfinsen bedacht dat eiwitstructuren uit de aminozuurvolgorde voorspeld konden worden. Zijn idee was dat er een som van alle interatomische interacties in elke conformatie gevonden kon worden en de conformatie met de laagste energie gevonden kon worden. Levinthal suggereerde echter dat een stabiele structuur een hogere energie kon hebben, als de laagste energie kinetisch gezien niet bereikbaar was. Levinthal merkte op dat “eiwitvouwing versneld en begeleid wordt door de snelle vorming van lokale interacties die vervolgens de verdere vouwing van het peptide reguleren; dit wijst op lokale aminozuurvolgorden die stabiele interacties vormen en fungeren als kernpunten in het vouwproces.” Latere werken op het gebied van eiwitvouwing hebben erop gewezen dat vouwing wordt aangestuurd door trechterachtige energielandschappen die het aantal realiseringsmogelijkheden reduceren. Een aantal numerieke benaderingen van eiwitstructuurvoorspelling hebben geprobeerd om het mechanisme van eiwitvouwing te identificeren en te simuleren, maar dit is tot dusver niet succesvol gebleken.